# Robert de Vieuxpont

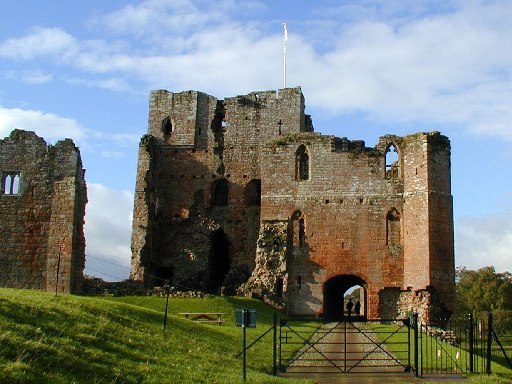
Die Ruinen des von Vieuxpont begonnenen Brougham Castle

Robert de Vieuxpont (auch Veteri Ponte oder Vipont) († vor 1. Februar 1228) war ein anglonormannischer Magnat.

## Herkunft und Aufstieg als königlicher Beamter
Robert de Vieuxpont entstammte einer anglonormannischen Familie, die sich nach dem Dorf Vieux-Pont-en-Auge in der Normandie benannte. Er war ein jüngerer Sohn von William de Vieuxpont († um 1203) und dessen Frau Maud de Morville († um 1210). Sein Vater war ein mächtiger Baron, der sowohl Besitzungen in England wie in Schottland besaß. Während sein älterer Bruder Ivo die Besitzungen des Vaters in Northamptonshire und Northumberland erbte, trat Robert vor 1195 in den Dienst des englischen Königs Richard I. und wurde schließlich Verwalter der Honours von Peverel, Higham Ferrers und Tickhill. Unter König Richards Nachfolger Johann Ohneland diente Vieuxpont als Militär in der Normandie. Dabei übernahm er sowohl das Amt des Zahlmeisters, beaufsichtigte aber auch den Ausbau der Befestigungen der Burg von Rouen. 1203 wurde er Vogt von Roumois. Der König belohnte seine Dienste mit der Verleihung der Herrschaft von Vieux-Pont selbst, deren bisheriger Besitzer, Vieuxponts Onkel, sich im Krieg mit Frankreich dem französischen König Philipp II. angeschlossen hatte. Dazu erhielt Vieuxpont auch weitere Besitzungen im französischen Teil des Angevinischen Reiches sowie im Februar 1203 die Verwaltung der englischen Burgen von Appleby und Brough, ehe ihm im März 1203 die Verwaltung der Baronie Westmorland übertragen wurde. Diese hatte König Heinrich II. 1173 von Vieuxponts Großvater mütterlicherseits Hugh de Morville beschlagnahmt. Im Oktober 1203 übergab König Johann Westmorland auch als erbliches Lehen gegen den Dienst von 4,5 Knight’s fees an Vieuxpont, so dass dieser zu einem der führenden Barone Nordenglands aufstieg. Damit überging Johann Ohneland die Erbansprüche des schottischen Barons Alan, Lord of Galloway, der über seine Mutter Helen de Morville ebenfalls Westmorland beanspruchte. Zum Schutz seiner Besitzungen in Westmorland gegen schottische Angriffe ließ Vieuxpont Brougham Castle errichten. Durch einträgliche Vormundschaftsverwaltungen konnte er seinen Reichtum noch steigern, und seine Frau Idonea de Builli brachte Ländereien in Bedfordshire sowie einen Anspruch auf die Honour of Tickhill in Yorkshire als Mitgift mit in die Ehe.

## Loyaler Beamter von König Johann
Zusammen mit König Johann verließ Vieuxpont im Dezember 1203 die Normandie. In der Folge gehörte er bis Ende 1205 häufig zum Gefolge des Königs. Mit der Eroberung der Normandie durch Frankreich 1204 verlor er seine dortigen Besitzungen. Daraufhin  übernahm er zunehmend Verwaltungsaufgaben in Nordengland. Im Oktober 1204 wurde er Sheriff von Nottinghamshire und von Derbyshire, wodurch ihm auch die Verwaltung des wichtigen Nottingham Castle übertragen wurde. 1206 diente er in Nordengland als königlicher Richter und Steuereinzieher. 1207 wurde er Verwalter des Erzbistums York, nachdem Erzbischof Geoffrey nach einem Streit mit dem König ins Exil gegangen war. Nach dem Tod von Bischof Philipp von Poitou im April 1208 wurde er auch Verwalter der Temporalien der vakanten Diözese Durham. Im August 1209 gehörte er zu den nur zwei Zeugen, die den Vertrag von Norham mit dem schottischen König bezeugten.
Die umfangreichen Aufgaben, die seine zahlreichen Ämter mit sich brachten, konnte Vieuxpont schließlich nicht mehr alle erfüllen. Dazu stand er erheblich mit Zahlungen an den König im Rückstand, so dass er 1208 das Amt des Sheriffs von Nottingham wieder abgeben musste. Außerdem forderte der König von ihm die Zahlung einer hohen Gebühr von 4000 Mark. Trotz dieser hohen Schulden gelang es Vieuxpont, dass er nicht die Gunst des Königs verlor, und schließlich wurden ihm 3000 Mark der Gebühr erlassen. 1210 gab er auch die Verwaltung der Diözese Durham ab. Während des Englisch-Walisischen Krieges diente er 1211 als königlicher Lieutenant in Powys. Als es dort 1212 zu einem walisischen Aufstand kam, musste er von königlichen Truppen im belagerten Mathrafal Castle entsetzt werden. Vieuxponts loyaler Dienst für den König führte dazu, dass der Chronist Roger von Wendover ihn zu den schlechten Ratgebern des Königs zählte. Der König selbst vertraute Vieuxpont so sehr, dass er ihm zeitweilig seinen jüngeren Sohn Richard und seine Nichte Eleonore von der Bretagne (1184–1241) anvertraute. Bereits als Sheriff hatte Vieuxpont große Geldsummen für den König in Nottingham Castle verwahrt, und im Mai 1213 vertraute Johann ihm und Henry of Braybrooke die enorme Summe von 30.000 Mark zur Aufbewahrung an. 1214 nahm Vieuxpont am gescheiterten Feldzug des Königs nach Frankreich teil.

## Unterstützer der königlichen Partei im Ersten Krieg der Barone
Als es im Herbst 1215 zum offenen Ersten Krieg der Barone gegen den König kam, gehörte Vieuxpont neben Hugh de Balliol zu den wenigen nordenglischen Baronen, die loyal zum König standen. Sein Bruder Ivo, der auch Ländereien in Schottland besaß, stand dagegen auf der Seite der Rebellen. Mit seinen Burgen Appleby, Brough und Brougham sowie als Kommandant der königlichen Burgen in Yorkshire war er einer der wichtigsten Militärs des Königs in Nordengland. Nachdem Johann Ohneland im Januar 1216 Carlisle Castle erobert hatte, ernannte er Vieuxpont zum Kommandanten dieser wichtigen Grenzburg. Nachdem die Burg ab 1216 von einem schottischen Heer belagert worden war, musste er die Burg im November oder Dezember 1216 übergeben. Auch Vieuxponts eigenen Besitzungen in Cumberland und Westmorland wurden von den Schotten oder von den mit ihnen verbündeten nordenglischen Rebellen besetzt. Der schottische König Alexander II. vergab Vieuxponts Herrschaft Appleby an seinen Rivalen Alan, Lord of Galloway.
Nach dem Tod von König Johann im Oktober 1216 unterstützte Vieuxpont den Regentschaftsrat, der für den minderjährigen König Heinrich III. die Regierung führte. Zusammen mit Hugh de Balliol und Philip of Oldcoates verhinderte er, dass ganz Nordengland unter schottische Kontrolle geriet. 1217 kämpfte er in der Schlacht von Lincoln, die mit dazu führte, dass die königliche Partei im Krieg der Barone siegreich blieb. Nach dem Ende des Bürgerkriegs durch den Frieden von Lambeth im September 1217 ordnete der Regentschaftsrat am 23. September an, dass mehrere ehemaligen Rebellen, darunter Roger Bertram Vieuxpont bei der Besetzung des von den Schotten aufgegebenen Carlisle unterstützten sollten. Bis Ende des Jahres konnte Vieuxpont seine nordenglischen Besitzungen wieder in Besitz nehmen.

## Mächtiger Baron während der Minderjährigkeit Heinrichs III.
Durch die Folgen des Bürgerkriegs und aufgrund der Minderjährigkeit des Königs war die königliche Autorität in Nordengland nur schwach. Als mächtiger, fast autonom herrschender Baron wurde Vieuxpont zu einem schwierigen Vasallen des Königs. Roger von Wendover beschuldigte Vieuxpont, auch nach dem Frieden von Lambeth noch Überfälle und Plünderungen begangen zu haben. Zu einem größeren Streit entwickelte sich sein Anspruch auf die Honour of Tickhill, die er während des Kriegs der Barone besetzt hatte, die aber auch von Gräfin Alice von Eu beansprucht wurde. Der Regentschaftsrat hatte ihn im September 1217 zum Sheriff von Cumberland ernannt, und um Vieuxpont zu besänftigen, wurde ihm 1218 gestattet, die Einnahmen aus diesem Amt für sich selbst zu behalten, bis über seinen Anspruch auf Tickhill entschieden wurde. Letztlich wurde der Streit um Tickhill erst 1222 zugunsten von Alice von Eu entschieden. Tickhill hatte bis dahin als Sheriff fast £ 300 jährliche Einkünfte gehabt, und zusätzlich erhielt er als Entschädigung ein Lehen mit 6,5 Knight’s fee sowie £ 100. Dafür musste er sofort sein Amt als Sheriff niederlegen. Gegen seine strenge Verwaltung in Cumberland hatte es zahlreiche Klagen gegeben, darunter von William of Lancaster, Lord of Kendal. Vieuxpont selbst hatte dem König von 1218 bis 1219 als reisender Richter in Yorkshire und Northumberland gedient. Über die für ihn negative Entscheidung über Tickhill anscheinend unzufrieden, gehörte Vieuxpont 1223 wie die Earls of Chester und Gloucester, John de Lacy, William de Forz, Falkes de Bréauté, Brian de Lisle und anderen zu den Gegnern des Justiciars Hubert de Burgh. Er protestierte mit gegen die Rückforderung von ehemals königlichen Burgen durch den Regentschaftsrat, doch letztlich musste er wie die meisten anderen Barone die Autorität des Justiciars akzeptieren. Im Februar 1225 bezeugte er die erneute Anerkennung der Magna Carta durch Heinrich III., und von 1226 bis 1227 leitete er eine Gruppe von reisenden Richtern in Yorkshire. Danach erkrankte er offensichtlich und starb vermutlich kurz vor dem 1. Februar 1228.

## Tod und Erbe
Vieuxpont hatte bereits zu Lebzeiten Stiftungen zugunsten von St Bees und Shap Abbey in Cumberland gemacht. Wohl angesichts seiner Krankheit vermachte er 1227 seine Ländereien bei Wycombe in Buckinghamshire dem Templerorden. Vor Juni 1213 hatte er Idonea, eine Tochter von John de Builli geheiratet. Mit ihr hatte er einen Sohn und eine Tochter, die ihn überlebten. Seine Tochter Christian verheiratete er mit seinem Mündel Thomas, dem Sohn von William of Greystoke und Erben der Baronie Greystoke in Cumberland. Vieuxponts Erbe wurde sein Sohn John de Vieuxpont († 1241).